# الجبر (مناخة)

تعديل مصدري - تعديل

الجبر هي إحدى قرى عزلة المغارب بمديرية مناخة التابعة لمحافظة صنعاء، بلغ تعداد سكانها 147 نسمة حسب تعداد اليمن لعام 2004.